# Суперкубок Китайской футбольной ассоциации
Суперкубок Китайской футбольной ассоциации (кит. упр. 中国足协超级杯, пиньинь Zhōngguó Zúxié Chāojíbēi), ранее назывался Суперкубок Китая по футболу (кит. упр. 中国足球超霸杯, пиньинь Zhōngguó Zúqíu Chāobàbēi) — официальный футбольный турнир, открывающий сезон в Суперлиге и состоящий из одного матча, в котором встречаются победители предыдущего сезона Суперлиги и обладатель Кубка страны. Если победитель чемпионата и обладатель кубка — это одна команда, в Суперкубке играет серебряный призёр чемпионата. Это — китайский эквивалент Суперкубка Англии, где встречаются победители Премьер-лиги и обладатели Кубка Англии. Турнир был основан в 1995 году, однако в сезонах 2004—2011 не проводился.
Наиболее успешным является «Гуанчжоу Эвергранд», который четырежды завоёвывал Суперкубок.

## Победители
Победитель отмечен жирным.
| Сезон | Дата            | Победитель чемпионата | Результат                                           | Победитель Кубка   | Бомбардиры                                                                    | Стадион                                            | Ссылка |
| ----- | --------------- | --------------------- | --------------------------------------------------- | ------------------ | ----------------------------------------------------------------------------- | -------------------------------------------------- | ------ |
| 1995  | 9 декабря 1995  | Шанхай Шэньхуа        | 1 — 0                                               | Цзинань Тайшань    | Фань Чжии                                                                     | Футбольный стадион Хункоу, Шанхай                  | [ 1 ]  |
| 1996  | 9 марта 1997    | Далянь Ваньда         | 3 — 2                                               | Бэйцзин Гоань      | Ван Тао (2), Ли Мин Ян Чэнь, Се Фэн                                           | Стадион Шэньчжэня, Шэньчжэнь                       | [ 2 ]  |
| 1997  | 12 марта 1998   | Далянь Ваньда         | 1 — 2 Дополнительное время, правило «золотого гола» | Бэйцзин Гоань      | Ван Тао, Оливас (2)                                                           | Стадион Вэньчжоу, Вэньчжоу                         | [ 3 ]  |
| 1998  | 7 марта 1999    | Далянь Ваньда         | 0 — 3                                               | Шанхай Шэньхуа     | У Чэнъин, Марсело Серджипано (2)                                              | Стадион Мяньян, Мяньян                             | [ 4 ]  |
| 1999  | 4 марта 2000    | Шаньдун Лунэн         | 2 — 4                                               | Ляонин Фушунь1     | Ли Сяопэн, Касиано Делвалль Сяо Чжанбо, Цюй Лэхэн (2)                         | Футбольный стадион Хункоу, Шанхай                  | [ 5 ]  |
| 2000  | 30 декабря 2000 | Далянь Шидэ           | 4 — 1                                               | Чунцин Лифань      | Хао Хайдун, Ван Пэн (3) Ло Ди                                                 | Футбольный стадион Хункоу, Шанхай                  | [ 6 ]  |
| 2001  | 26 февраля 2002 | Далянь Шидэ           | 1 — 32 (1 — 1 / 0 — 2)                              | Шанхай Шэньхуа1    | Срдан Бачжетич Ван Кэ                                                         | Футбольный стадион Хункоу, Шанхай                  | [ 6 ]  |
| 2001  | 2 марта 2002    | Далянь Шидэ           | 1 — 32 (1 — 1 / 0 — 2)                              | Шанхай Шэньхуа1    | Орландо (2)                                                                   | Стадион Цзиньчжоу, Далянь                          | [ 6 ]  |
| 2002  | 6 февраля 2003  | Далянь Шидэ           | 1 — 0                                               | Циндао Бэйлайтэ    | Хао Хайдун                                                                    | Спортивный центр Уханя, Ухань                      | [ 7 ]  |
| 2003  | 18 января 2004  | Шанхай Шэньхуа        | 3 — 4                                               | Бэйцзин Хёндэ      | Чжан Юйнин, Чжэн Кэвэй, Йорг Альберц Кристиан Кенесеи (2), Сюй Юньлун, Ян Хао | Олимпийский Парк (Уху), Уху                        | [ 8 ]  |
| 2012  | 25 февраля 2012 | Гуанчжоу Эвергранд    | 2 — 1                                               | Тяньцзинь Тэда     | Клео (2) Ван Синьсинь                                                         | Стадион университета Гуанчжоу, Гуанчжоу            | [ 9 ]  |
| 2013  | 3 марта 2013    | Цзянсу Сайнти         | 2 — 1                                               | Гуанчжоу Эвергранд | Конка Чжан Линьпэн, Кривец                                                    | Стадион Тяньхэ, Гуанчжоу                           |        |
| 2014  | 16 февраля 2014 | Гуанчжоу Эвергранд    | 0 — 1                                               | Гуйчжоу Жэньхэ     | Сунь Цзихай                                                                   | Олимпийский стадион Гуйчжоу, Гуйян                 |        |
| 2015  | 14 февраля 2015 | Гуанчжоу Эвергранд    | 0 — 0 3 — 5 пенальти                                | Шаньдун Лунэн      |                                                                               | Спортивный центр Желтого Дракона, Ханчжоу          |        |
| 2016  | 27 февраля 2016 | Гуанчжоу Эвергранд    | 2 — 0                                               | Цзянсу Сунин       | Рикардо Гуларт (2)                                                            | Чуньцинский центр олимпийских видов спорта, Чунцин |        |
| 2017  | 25 февраля 2017 | Гуанчжоу Эвергранд    | 1 — 0                                               | Цзянсу Сунин       | Карвальо                                                                      | Чуньцинский центр олимпийских видов спорта, Чунцин |        |

- ↑ : Победителем Лиги и Кубка являлась одна команда, в Суперкубке принимала участие вторая команда Лиги.
- ↑ : Проводилось два матча: дома/в гостях.

## Достижения клубов в розыгрыше Суперкубка
| Команда            | Чемпион | Участник | Выигрыш в сезонах | Проигрыш в сезонах |
| ------------------ | ------- | -------- | ----------------- | ------------------ |
| Далянь Шидэ        | 3       | 3        | 1996, 2000, 2002  | 1997, 1998, 2001   |
| Шанхай Шэньхуа     | 3       | 1        | 1995, 1998, 2001  | 2003               |
| Гуанчжоу Эвергранд | 2       | 3        | 2012, 2016        | 2013, 2014, 2015   |
| Бэйцзин Гоань      | 2       | 1        | 1997, 2003        | 1996               |
| Шаньдун Лунэн      | 1       | 2        | 2015              | 1995, 1999         |
| Цзянсу Сайнти      | 1       | 1        | 2013              | 2016               |
| Гуйчжоу Жэньхэ     | 1       | —        | 2014              | —                  |
| Ляонин Хувин       | 1       | —        | 1999              | —                  |
| Чунцин Лифань      | —       | 1        | —                 | 2000               |
| Тяньцзинь Тэда     | —       | 1        | —                 | 2012               |
| Циндао Чжуннэн     | —       | 1        | —                 | 2002               |